# Lary (Kuźnica Błońska)
Lary – część wsi Kuźnica Błońska w Polsce położona w województwie łódzkim, w powiecie sieradzkim, w gminie Klonowa.
W latach 1975–1998 Lary administracyjnie należały do województwa sieradzkiego.